# Biesieda
Biesieda (ros. Беседа) – osiedle w Rosji, w obwodzie leningradzkim, w rejonie wołosowskim. W 2021 liczyło 1045 mieszkańców.